# Município de Fork (condado de Wayne, Carolina do Norte)
Localização da Carolina do Norte nos E.U.A.
O município de Fork (em inglês: Fork Township) é um município localizado no  condado de Wayne no estado estadounidense da Carolina do Norte. No ano 2010 tinha uma população de 11.149 habitantes.

## Geografia
O município de Fork encontra-se localizado nas coordenadas 35° 24′ 50,58″ N, 77° 56′ 59,95″ O.